# Korakou (Corinto)
Korakou (en griego, Κοράκου) es un yacimiento arqueológico situado en una colina de Corinto, en Grecia. 

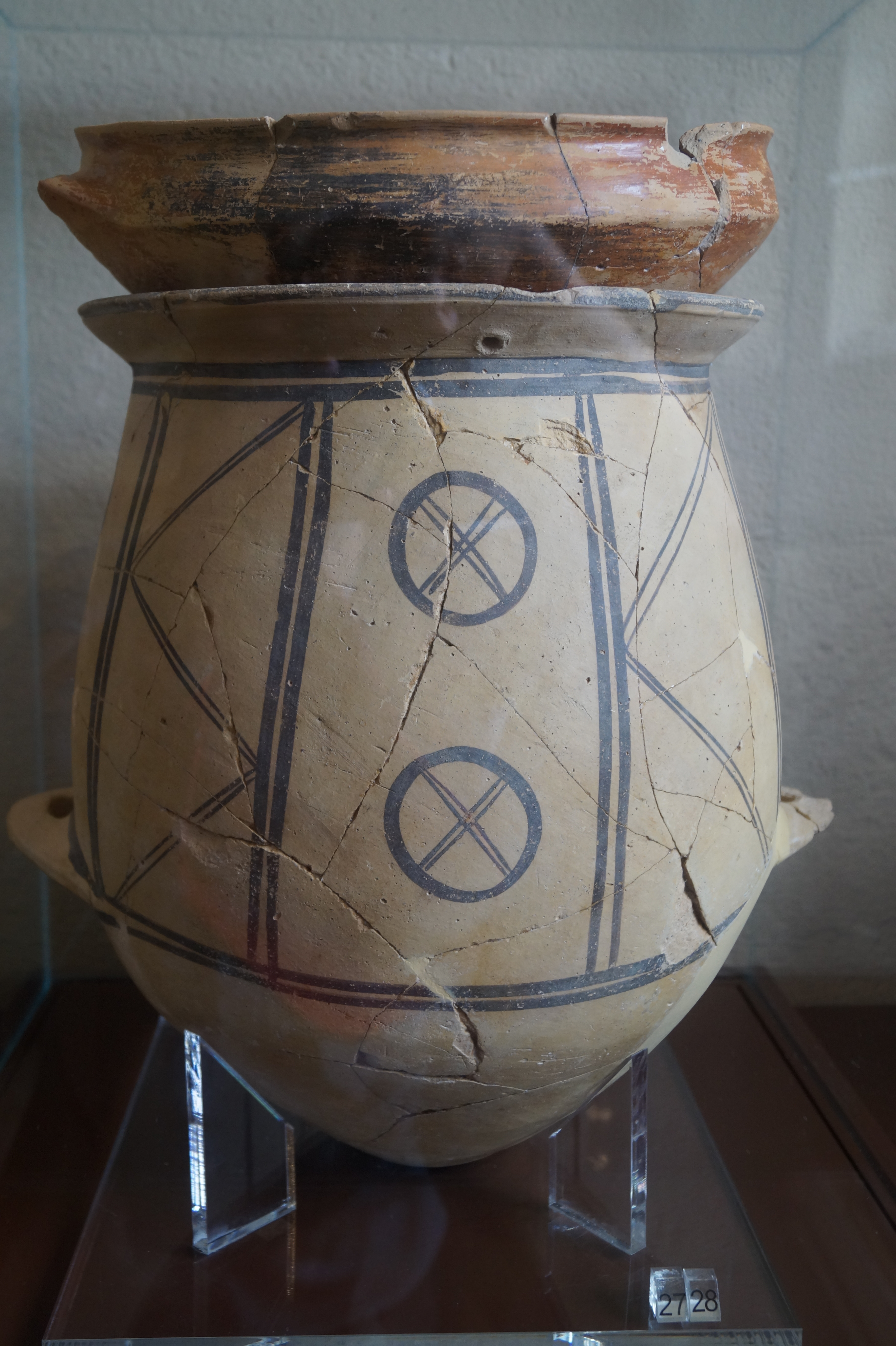
Gran cuenco del periodo Heládico Medio (2000-1550 a. C.) que sirvió de enterramiento de dos niños. Se expone en el Museo Arqueológico de la Antigua Corinto.

Este yacimiento arqueológico fue excavado por Carl Blegen en 1915 y 1916. Está situado en el extremo occidental de la moderna ciudad de Corinto, con vistas al golfo de Corinto y al puerto de Lequeo. Allí se han encontrado restos de cerámica y de estructuras arquitectónicas de la Edad del Bronce que abarcan desde el Heládico Antiguo I hasta el Heládico Reciente IIIC. 
Entre los restos arquitectónicos se hallan los de un muro de circunvalación. Se estima que este era el emplazamiento del puerto de la antigua Corinto durante la época micénica. Otras excavaciones hallaron, 700 m al sur de esta colina, más restos de cerámica y de casas de los periodos Heládico Reciente IIIB y IIIC.
Por otra parte, en 2001 fue recuperada la estatua de un león que procedía de esta colina pero que había sido expoliada por excavadores ilegales. Esta estatua se ha fechado hacia 550-540 a. C. Los hallazgos se conservan en el Museo Arqueológico de la Antigua Corinto.